# Liščí (Lipová)
Liščí (německy Röhrsdorf) je malá vesnice, část obce Lipová v okrese Děčín. Nachází se asi 2,5 km na sever od Lipové. Je zde evidováno 9 adres. V roce 2011 zde trvale žili tři obyvatelé.
Liščí je také název katastrálního území o rozloze 2,16 km2.

## Historie
První písemná zmínka o obci pochází z roku 1543.

## Obyvatelstvo
|                                                                 | 1869 | 1880 | 1890 | 1900 | 1910 | 1921 | 1930 | 1950 | 1961 | 1970 | 1980 | 1991 | 2001 | 2011 |
| --------------------------------------------------------------- | ---- | ---- | ---- | ---- | ---- | ---- | ---- | ---- | ---- | ---- | ---- | ---- | ---- | ---- |
| Obyvatelé                                                       | 318  | 339  | 279  | 302  | 300  | 270  | 299  | 56   | 27   | 16   | 140  | 2    | 4    | 3    |
| Domy                                                            | 48   | 49   | 48   | 48   | 46   | 47   | 47   | 26   | .    | 5    | 20   | 2    | 3    | 8    |
| Počet domů z roku 1961 je zahrnut v domech místní části Lipová. |      |      |      |      |      |      |      |      |      |      |      |      |      |      |

## Pamětihodnosti
- kaple Panny Marie z roku 1826
- téměř zaniklá kaple Panny Marie Neposkvrněné z let 1880–1881
- dnes nevyužívaný hřbitov založený roku 1874
- památník obětem první světové války na úbočí vrchu Jáchym (475[8] m n. m.)
- Třípanský kámen – trojboký pískovcový hraniční kámen z roku 1750

## Rodáci
- Karl Wenzel Ernst (1830–1910) – středoškolský profesor, novinář, básník, autor oficiálního překladu české hymny do němčiny
- Salesius Mayer (1816–1876) – profesor pražské univerzity, 43. opat cisterciáckého kláštera v Oseku